# Record du monde de Professor's Cube
| Temps         | Compétiteur        | Nationalité | Lieu                                | Date              |
| ------------- | ------------------ | ----------- | ----------------------------------- | ----------------- |
| 30 s 54       | Tymon Kolasiński   | Pologne     | Rubik's WCA Asian Championship 2024 | 3 novembre 2024   |
| 31 s 60       | Tymon Kolasiński   | Pologne     | DuPage Fall 2024                    | 29 septembre 2024 |
| 32 s 52       | Max Park           | États-Unis  | DFW Megacomp 2024                   | 16 mars 2024      |
| 32 s 60       | Max Park           | États-Unis  | UCSD Winter 2023                    | 16 décembre 2023  |
| 32 s 88       | Max Park           | États-Unis  | CubingUSA Nationals 2023            | 30 juillet 2023   |
| 33 s 02       | Max Park           | États-Unis  | Florida Big & Blind & Time 2022     | 13 mars 2022      |
| 34 s 92       | Max Park           | États-Unis  | Houston Winter 2020                 | 25 janvier 2020   |
| 36 s 06       | Max Park           | États-Unis  | Western Championship 2019           | 22 juin 2019      |
| 37 s 28       | Max Park           | États-Unis  | SacCubing IV 2018                   | 27 mai 2018       |
| 37 s 93       | Feliks Zemdegs     | Australie   | Canberra Autumn 2018                | 22 avril 2018     |
| 38 s 52       | Feliks Zemdegs     | Australie   | World Championships 2017            | 27 juillet 2017   |
| 41 s 24       | Feliks Zemdegs     | Australie   | LatAm Tour - Chia 2017              | 29 juillet 2017   |
| 41 s 27       | Feliks Zemdegs     | Australie   | Melbourne Cube Days 2016            | 6 novembre 2016   |
| 44 s 83       | Feliks Zemdegs     | Australie   | Cubing Classic 2016                 | 19 mars 2016      |
| 46 s 97       | Feliks Zemdegs     | Australie   | Melbourne Cube Days 2015            | 8 novembre 2015   |
| 47 s 25       | Feliks Zemdegs     | Australie   | China Championship 2015             | 2 octobre 2015    |
| 48 s 42       | Feliks Zemdegs     | Australie   | US Nationals 2014                   | 2 août 2014       |
| 50 s 50       | Feliks Zemdegs     | Australie   | Australian Nationals 2013           | 8 septembre 2013  |
| 51 s 09       | Feliks Zemdegs     | Australie   | Australian Nationals 2012           | 2 septembre 2012  |
| 51 s 31       | Feliks Zemdegs     | Australie   | Australian Nationals 2012           | 2 septembre 2012  |
| 52 s 65       | Kristopher De Asis | Canada      | Vancouver Summer 2012               | 11 août 2012      |
| 54 s 86       | Yu Nakajima        | Japon       | Matsudo Spring 2012                 | 8 avril 2012      |
| 56 s 22       | Feliks Zemdegs     | Australie   | World Championship 2011             | 16 octobre 2011   |
| 59 s 27       | Feliks Zemdegs     | Australie   | World Championship 2011             | 14 octobre 2011   |
| 1 min 00 s 27 | Feliks Zemdegs     | Australie   | Australian Nationals 2011           | 27 août 2011      |
| 1 min 01 s 59 | Feliks Zemdegs     | Australie   | Melbourne Summer Open 2011          | 30 janvier 2011   |
| 1 min 02 s 93 | Feliks Zemdegs     | Australie   | Australian Nationals 2010           | 4 septembre 2010  |
| 1 min 04 s 33 | Dan Cohen          | États-Unis  | US Nationals 2010                   | 8 août 2010       |
| 1 min 06 s 93 | Syuhei Omura       | Japon       | CMegaHouse Cup 2010                 | 25 juillet 2010   |
| 1 min 07 s 25 | Dan Cohen          | États-Unis  | Big Cubes Summer 2009               | 26 juillet 2009   |
| 1 min 11 s 02 | Erik Akkersdijk    | Pays-Bas    | Czech Open 2009                     | 19 juillet 2009   |
| 1 min 13 s 22 | Erik Akkersdijk    | Pays-Bas    | Danish Open 2009                    | 5 avril 2009      |
| 1 min 13 s 28 | Hsuan Chang        | Taïwan      | Taïwan Winter Open 2009             | 8 février 2009    |
| 1 min 16 s 21 | Erik Akkersdijk    | Pays-Bas    | Danish Cube Day 2008                | 11 octobre 2008   |
| 1 min 18 s 59 | Erik Akkersdijk    | Pays-Bas    | Euro 2008                           | 21 septembre 2008 |
| 1 min 20 s 98 | Dan Cohen          | États-Unis  | US Nationals and Open 2008          | 20 juillet 2008   |
| 1 min 23 s 83 | Erik Akkersdijk    | Pays-Bas    | Madrid Open 2008                    | 6 avril 2008      |
| 1 min 27 s 43 | Takayuki Ookusa    | Japon       | Osaka Open 2008                     | 29 mars 2008      |
| 1 min 28 s 66 | Erik Akkersdijk    | Pays-Bas    | Belgian Open 2008                   | 3 février 2008    |
| 1 min 30 s 03 | Erik Akkersdijk    | Pays-Bas    | Swedish Cube Day 2007               | 15 décembre 2007  |
| 1 min 30 s 58 | Mátyás Kuti        | Hongrie     | UK Open 2007                        | 10 novembre 2007  |
| 1 min 38 s 78 | Takayuki Ookusa    | Japon       | Japan Open 2007                     | 28 juillet 2007   |
| 1 min 44 s 47 | Frédérick Badie    | France      | Belgian Open 2007                   | 25 février 2007   |
| 1 min 46 s 28 | Frank Morris       | États-Unis  | G-Wiz Fall 2006                     | 21 octobre 2006   |
| 1 min 47 s 22 | Ron van Bruchem    | Pays-Bas    | Belgian Open 2006                   | 6 mai 2006        |
| 1 min 51 s 41 | Frank Morris       | États-Unis  | Caltech Dallas 2005                 | 13 août 2005      |
| 2 min 08 s 45 | Lars Vandenbergh   | Belgique    | Euro 2004                           | 8 août 2004       |
| 2 min 19 s 69 | David Wesley       | Suède       | World Championship 2003             | 24 août 2003      |

| Temps         | Compétiteur      | Nationalité | Lieu                                         | Date             |
| ------------- | ---------------- | ----------- | -------------------------------------------- | ---------------- |
| 34 s 31       | Tymon Kolasiński | Pologne     | WCA World Championship 2025                  | 4 juillet 2025   |
| 34 s 76       | Max Park         | États-Unis  | Rubik's WCA North American Championship 2024 | 18 juillet 2024  |
| 35 s 94       | Max Park         | États-Unis  | UCSD Winter 2023                             | 16 décembre 2023 |
| 36 s 46       | Max Park         | États-Unis  | CubingUSA Western Championship 2023          | 2 juillet 2023   |
| 37 s 00       | Max Park         | États-Unis  | Circle City Turbocharged 2023                | 11 mars 2023     |
| 38 s 42       | Max Park         | États-Unis  | Bay Area Speedcubin' 34 - San Ramon 2022     | 3 juillet 2022   |
| 38 s 45       | Max Park         | États-Unis  | Florida Big & Blind & Time 2022              | 13 mars 2022     |
| 39 s 49       | Max Park         | États-Unis  | CubingUSA Western Championship 2021          | 28 novembre 2021 |
| 39 s 65       | Max Park         | États-Unis  | CubingUSA Western Championship 2019          | 22 juin 2019     |
| 42 s 36       | Max Park         | États-Unis  | WCA Asian Championship 2018                  | 17 août 2018     |
| 42 s 56       | Max Park         | États-Unis  | WCCT Cupertino 2018                          | 15 juillet 2018  |
| 42 s 99       | Max Park         | États-Unis  | SacCubing IV 2018                            | 27 mai 2018      |
| 43 s 21       | Feliks Zemdegs   | Australie   | Melbourne Cube Days 2017                     | 19 novembre 2017 |
| 45 s 64       | Feliks Zemdegs   | Australie   | Malaysia Cube Open 2017                      | 14 octobre 2017  |
| 46 s 13       | Feliks Zemdegs   | Australie   | China's 10th Anniversary 2017                | 1er octobre 2017 |
| 46 s 24       | Feliks Zemdegs   | Australie   | World Championship 2017                      | 14 juillet 2017  |
| 47 s 88       | Feliks Zemdegs   | Australie   | LatAm Tour - Chia 2017                       | 29 juin 2017     |
| 49 s 32       | Feliks Zemdegs   | Australie   | Euro 2016                                    | 17 juillet 2016  |
| 50 s 15       | Feliks Zemdegs   | Australie   | Melbourne Cube Days 2015                     | 8 novembre 2015  |
| 50 s 23       | Feliks Zemdegs   | Australie   | China Championship 2015                      | 2 octobre 2015   |
| 51 s 93       | Feliks Zemdegs   | Australie   | TCG & Friends 2015                           | 12 juillet 2015  |
| 54 s 20       | Feliks Zemdegs   | Australie   | Niddrie 2014                                 | 14 décembre 2014 |
| 55 s 10       | Feliks Zemdegs   | Australie   | Australian Nationals 2014                    | 16 août 2014     |
| 55 s 33       | Feliks Zemdegs   | Australie   | Melbourne Cube Day 2013                      | 16 novembre 2013 |
| 56 s 87       | Feliks Zemdegs   | Australie   | Australian Nationals 2013                    | 8 septembre 2013 |
| 57 s 63       | Feliks Zemdegs   | Australie   | Melbourne Cube 2012                          | 24 novembre 2012 |
| 57 s 64       | Feliks Zemdegs   | Australie   | Australian Nationals 2012                    | 2 septembre 2012 |
| 57 s 94       | Feliks Zemdegs   | Australie   | Melbourne Summer 2012                        | 25 février 2012  |
| 59 s 94       | Feliks Zemdegs   | Australie   | World Championship 2011                      | 16 octobre 2011  |
| 1 min 04 s 08 | Feliks Zemdegs   | Australie   | World Championship 2011                      | 15 octobre 2011  |
| 1 min 04 s 20 | Feliks Zemdegs   | Australie   | Australian Nationals 2011                    | 27 août 2011     |
| 1 min 07 s 01 | Feliks Zemdegs   | Australie   | Melbourne Summer Open 2011                   | 30 janvier 2011  |
| 1 min 07 s 59 | Feliks Zemdegs   | Australie   | Australian Nationals 2010                    | 4 septembre 2010 |
| 1 min 13 s 36 | Dan Cohen        | États-Unis  | Chicago Open 2010                            | 6 février 2010   |
| 1 min 16 s 75 | Dan Cohen        | États-Unis  | UPenn Spring 2009                            | 21 mars 2009     |
| 1 min 20 s 91 | Hsuan Chang      | Taïwan      | Taïwan Winter Open 2009                      | 8 février 2009   |
| 1 min 21 s 05 | Michal Halczuk   | Pologne     | Galanta Open 2009                            | 1er février 2009 |
| 1 min 26 s 86 | Erik Akkersdijk  | Pays-Bas    | Brussels Summer Open 2008                    | 7 septembre 2008 |
| 1 min 29 s 40 | Dan Cohen        | États-Unis  | US Nationals and Open 2008                   | 20 juillet 2008  |
| 1 min 35 s 04 | Takayuki Ookusa  | Japon       | Osaka Open 2008                              | 29 mars 2008     |
| 1 min 36 s 02 | Erik Akkersdijk  | Pays-Bas    | Belgian Open 2008                            | 3 février 2008   |
| 1 min 36 s 71 | Erik Akkersdijk  | Pays-Bas    | Swedish Cube Day 2007                        | 15 décembre 2007 |
| 1 min 42 s 16 | Takayuki Ookusa  | Japon       | Ibaraki 2007                                 | 17 novembre 2007 |
| 1 min 45 s 07 | Mátyás Kuti      | Hongrie     | World Championship 2007                      | 7 octobre 2007   |
| 1 min 50 s 01 | Takayuki Ookusa  | Japon       | Japan Open 2007                              | 28 juillet 2007  |
| 1 min 51 s 37 | Takayuki Ookusa  | Japon       | Osaka 2007                                   | 31 mars 2007     |
| 1 min 55 s 24 | Frank Morris     | États-Unis  | G-Wiz Fall 2006                              | 21 octobre 2006  |
| 1 min 58 s 66 | Frank Morris     | États-Unis  | US Nationals 2006                            | 4 août 2006      |
| 2 min 06 s 15 | Olivier Gaucher  | France      | Dutch Open 2005                              | 16 octobre 2005  |
| 2 min 20 s 99 | Frank Morris     | États-Unis  | Caltech Dallas 2005                          | 13 août 2005     |
| 2 min 24 s 99 | Lars Vandenbergh | Belgique    | Dutch Open 2004                              | 10 octobre 2004  |
| 2 min 30 s 35 | Lars Vandenbergh | Belgique    | Euro 2004                                    | 8 août 2004      |
| 2 min 50 s 45 | Masayuki Akimoto | Japon       | World Championship 2003                      | 24 août 2003     |
| 2 min 50 s 68 | David Wesley     | Suède       | World Championship 2003                      | 24 août 2003     |